# Sainte-Marguerite-sur-Mer
Sainte-Marguerite-sur-Mer este o comună în departamentul Seine-Maritime, Franța. În 1 ianuarie 2022 avea o populație de 475 de locuitori.